# Mike Leigh

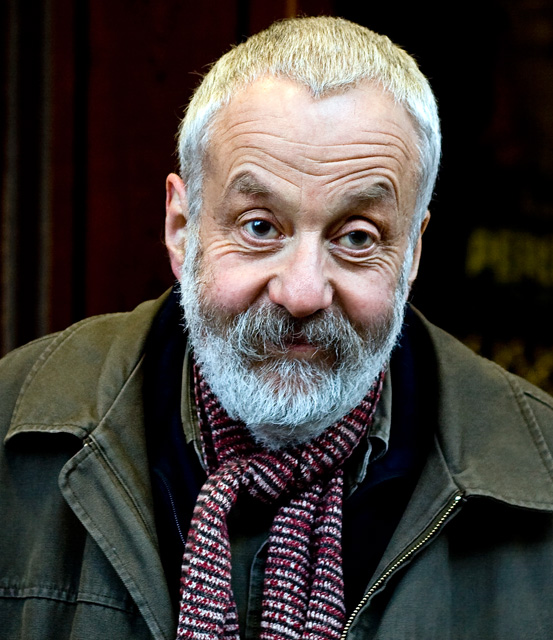
Mike Leigh bei der Premiere seines Films Happy-Go-Lucky in Glasgow im April 2008

Mike Leigh, OBE (* 20. Februar 1943 in Salford, Greater Manchester, England) ist ein britischer Theater- und Filmregisseur, Drama- und Drehbuchautor, Schauspieler und Bühnenbildner. Er gilt als Exponent des New British Cinema.

## Leben
Leigh wuchs auf in einer jüdischen Immigrantenfamilie, deren Name ursprünglich Liebermann lautete, aber noch vor seiner Geburt anglisiert wurde; der Vater war Arzt in einem Arbeiterviertel nahe Manchester, die Mutter Krankenschwester. Mike Leigh empfand die fünfziger Jahre als ausgesprochen langweilig. Sein Rezept dagegen war exzessiver Kinobesuch. In Interviews behauptete er, es habe zwischen 1949 und 1960 keinen Film gegeben, den er nicht gesehen hätte.
Ein Stipendium führte ihn an die Royal Academy of Dramatic Art (RADA) in London, wo er zwei Jahre lang Schauspiel studierte. Im Anschluss daran besuchte er die Camberwell Art School, die Abteilung für Bühnenentwürfe der Central School of Arts and Crafts und anschließend die London Film School.
1965 wurde in Birmingham sein erstes eigenes Theaterstück aufgeführt, weitere folgten. Zwei Stücke dienten später als Vorlagen für eigene Filme: Nuts in May (1975) und Abigail's Party (1977). 1967 arbeitete Leigh als Regieassistent bei der Royal Shakespeare Company. Insgesamt hat Leigh 22 Bühnenstücke geschrieben und inszeniert. Aber ihn frustrierte das „Flüchtige“ darin, deshalb wandte er sich verstärkt dem Filmschaffen zu, das er als das „Bleibendere“ ansah. „Im Hinblick auf die Dinge, die ich zu sagen versuche, gibt es absolut keinen Unterschied zwischen Film und Theater. Aber die Wahrheit ist, dass ich viel glücklicher bin, wenn ich Filme mache. Film ist mein natürliches Habitat.“
Um als Autorenfilmer unabhängiger zu sein, gründete er 1988 zusammen mit dem Produzenten Simon Channing-Williams die Produktionsgesellschaft Thin Man Films, die sich ausschließlich um seine eigenen Filme kümmern sollte. Die beiden arbeiteten rund 20 Jahre zusammen. Seit 1991 war Dick Pope bei Leighs Filmen für die Kameraarbeit verantwortlich. Zuletzt arbeiteten sie bei Hard Truths (2024) zusammen, Pope starb im Oktober 2024.
Leigh erhielt 2004 bei den Filmfestspielen von Venedig einen Goldenen Löwen für den Film Vera Drake mit Imelda Staunton in der Hauptrolle. Für Another Year erhielt er 2010 eine Einladung in den Wettbewerb der 63. Filmfestspiele von Cannes; das Drehbuch dazu brachte ihm 2011 seine  siebente Oscar-Nominierung ein.
2008 lief sein Film Happy-Go-Lucky im Wettbewerb der Berlinale. Hauptdarstellerin Sally Hawkins wurde mit dem Silbernen Bären ausgezeichnet.
2012 war Leigh Jury-Präsident der 62. Berliner Filmfestspiele. Im Jahr 2014 wurde er auf dem Reykjavík International Film Festival mit dem Puffin Lifetime Achievement Award ausgezeichnet.

### Zitate
- „Ich treffe in meinen Filmen keine moralischen Urteile, ich ziehe keine Schlüsse. Ich stelle Fragen, ich beunruhige den Zuschauer, ich mache ihm ein schlechtes Gewissen, lege Bomben, aber ich liefere keine Antworten. Ich weigere mich, Antworten zu geben, denn ich kenne die Antworten nicht.“ (1993)
- „Ich arbeite sehr eng mit jedem einzelnen Schauspieler zusammen, um eine Figur zu erschaffen. Stück für Stück entwickeln wir die ganze Geschichte dieser Figur, ihre ganze Welt mit all den Beziehungen. Auch die Zeit ist sehr wichtig, die chronologische Zeit des Lebens einer Figur, die Jahre, die sie bereits gelebt hat. Dabei geht es nicht nur um Improvisation, sondern auch um Recherche. Aber das Wichtigste ist dabei nicht, was der Schauspieler individuell macht, sondern was die Darsteller zusammen in den Beziehungen machen.“

## Kinofilme

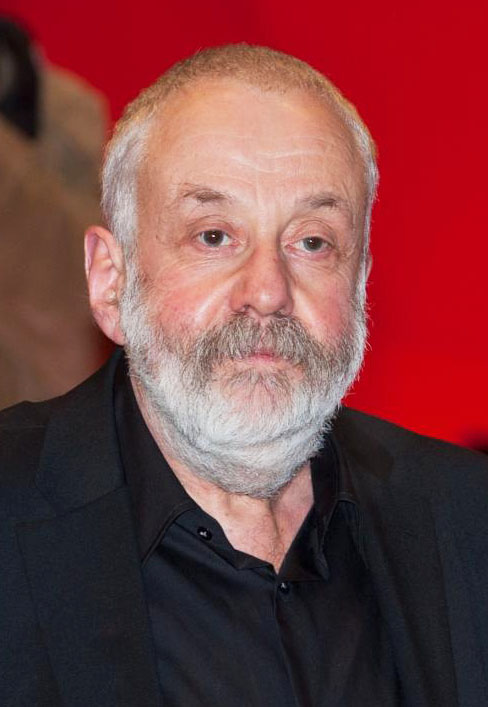
Leigh bei der Berlinale 2012

- 1971: Freudlose Augenblicke (Bleak Moments)
- 1988: Hohe Erwartungen (High Hopes)
- 1991: Life is Sweet
- 1993: Nackt (Naked)
- 1996: Lügen und Geheimnisse (Secrets & Lies)
- 1997: Karriere Girls (Career Girls)
- 1999: Topsy-Turvy – Auf den Kopf gestellt (Topsy-Turvy)
- 2002: All or Nothing
- 2004: Vera Drake
- 2008: Happy-Go-Lucky
- 2010: Another Year
- 2014: Mr. Turner – Meister des Lichts (Mr. Turner)
- 2018: Peterloo
- 2024: Hard Truths

## Fernsehfilme (Auswahl)
- 1977: Kiss of Death
- 1978: Who’s Who
- 1983: Meantime
- 1985: Four Days in July

## Auszeichnungen (Auswahl)
- Goldener Leopard 1971 in Locarno für Freudlose Augenblicke, ebenfalls Hauptpreis Filmfestival Chicago
- FIPRESCI-Preis 1988 in Venedig für High Hopes, drei Preise beim Europäischen Filmpreis Felix
- Filmfestival von Cannes 1993: Bester Regisseur für Nackt
- Goldene Palme beim Filmfestival von Cannes 1996 für Lügen und Geheimnisse
- Goldener Löwe 2004 bei den Filmfestspielen von Venedig für Vera Drake
- 2010 Mitglied der American Academy of Arts and Sciences
- 2015 Academy Fellowship, Ehrenpreis der British Academy of Film and Television Arts
- 2015 Zurich Film Festival, A Tribute To... Award